# Joseph Deng
Joseph Deng (* 7. Juli 1998 in Kakuma) ist ein australischer Mittelstreckenläufer sudanesisch-kenianischer Herkunft, der seit dem sechsten Lebensjahr in Australien lebt. Er ist aktuell Inhaber des Ozeanienrekordes im 800-Meter-Lauf.

## Sportliche Laufbahn
Erste internationale Erfahrungen sammelte Joseph Deng bei den U20-Weltmeisterschaften 2016 in Bydgoszcz, bei denen er im Halbfinale über 800 Meter ausschied. Zwei Jahre später qualifizierte erstmals für die Commonwealth Games im australischen Gold Coast, bei denen er im Finale über 800 Meter in 1:47,20 min den siebten Platz belegte. Beim Diamond League Meeting in Monaco verbesserte Deng den seit 1968 bestehenden Ozeanienrekord von Ralph Doubell auf 1:44,21 min und belegte damit den siebten Platz. In den darauffolgenden Jahren konnte er nicht an seiner guten Leistung anschließen. Erst 2023 verbesserte er den Ozeanienrekord auf 1:43,99 min und schied bei den Weltmeisterschaften in Budapest mit 1:48,12 min im Halbfinale aus. Im Jahr darauf schied er bei den Olympischen Sommerspielen in Paris mit 1:48,58 min in der Hoffnungsrunde aus.

## Persönliche Bestzeiten
- 800 Meter: 1:43,99 min, 8. Juli 2023 in Décines-Charpieu (Ozeanienrekord)
  - 800 Meter (Halle): 1:47,27 min, 16. Februar 2019 in Birmingham